# Saison 1946-1947 de la LNH
Saison précédente Saison suivante
La saison 1946-1947 est la 30e saison régulière de la Ligue nationale de hockey. Les six équipes ont joué chacune 60 matchs. 

## Saison régulière
Le directeur général des Canadiens de Montréal, Tommy Gorman qui est présent avec la franchise depuis la saison 1917-1918 de la LNH, annonce en juillet 1946 qu'il ne souhaite plus être directeur général. Au cours de toutes ces saisons, il gagne sept coupes Stanley et il est admis au temple de la renommée du hockey pour son engagement aussi bien en tant que directeur général qu'en tant qu'entraîneur. C'est Frank Selke qui prend sa suite.
Red Dutton se retire du poste de président de la Ligue nationale de hockey grâce à la venue de celui que Frank Calder voyait comme son successeur : Clarence Campbell.
Le 10 octobre, Lorne Chabot vainqueur à deux reprises de la Coupe Stanley, détenteur du Trophée Vézina et sélectionné dans l'équipe d'étoiles de la ligue, meurt cinq jours après son 46e anniversaire. Il souffrait des reins et d'arthrite.
Les Red Wings de Détroit perdent Syd Howe qui prend sa retraite mais ce sont les débuts dans la ligue d'un autre Howe : Gordie Howe.
Les Black Hawks de Chicago décident d'engager le gardien remplaçant des Canadiens de Montréal, Paul Bibeault dont ils ne se servent pas mais c'est un désastre, le pire score allant même jusqu'à 11 buts à 0. Au bout de quelque temps, le président directeur général de Chicago décide de titulariser pour la première fois le 9 février 1947 un jeune gardien de 20 ans, Emile Francis. Ce soir-là, les Black Hawks battent les Bruins de Boston sur le score de 6 buts à 4.
Les Canadiens de Montréal finissent une fois de plus premiers du championnat et Bill Durnan leur gardien bat le record de George Hainsworth en remportant une quatrième fois consécutive le Trophée Vézina.
Au classement des pointeurs, Max Bentley termine premier en devançant d'un point Maurice Richard.

### Classement final
Les quatre premières équipes sont qualifiées pour les séries éliminatoires.
| Clt   | Équipe                 | PJ | V  | D  | N  | BP  | BC  | Pts |
| ----- | ---------------------- | -- | -- | -- | -- | --- | --- | --- |
| +001, | Canadiens de Montréal  | 60 | 34 | 16 | 10 | 189 | 138 | 78  |
| +002, | Maple Leafs de Toronto | 60 | 31 | 19 | 10 | 209 | 172 | 72  |
| +003, | Bruins de Boston       | 60 | 26 | 23 | 11 | 190 | 175 | 63  |
| +004, | Red Wings de Détroit   | 60 | 22 | 27 | 11 | 190 | 193 | 55  |
| +005, | Rangers de New York    | 60 | 22 | 32 | 6  | 167 | 186 | 50  |
| +006, | Black Hawks de Chicago | 60 | 19 | 37 | 4  | 193 | 274 | 42  |

- Vainqueur du trophée Prince de Galles
- Qualifié pour les séries éliminatoires

### Meilleurs pointeurs
| Joueur          | Équipe   | PJ | B  | A  | Pts | Pun |
| --------------- | -------- | -- | -- | -- | --- | --- |
| Max Bentley     | Chicago  | 60 | 29 | 43 | 72  | 12  |
| Maurice Richard | Montréal | 60 | 45 | 26 | 71  | 69  |
| Billy Taylor    | Détroit  | 60 | 17 | 46 | 63  | 35  |
| Milt Schmidt    | Boston   | 59 | 27 | 35 | 62  | 40  |
| Ted Kennedy     | Toronto  | 60 | 28 | 32 | 60  | 27  |

## Séries éliminatoires de la Coupe Stanley
|  | Demi-finales                    | Demi-finales                    |          |   | Finale                        | Finale                        |
|  | Demi-finales                    | Demi-finales                    |          |   | Finale                        | Finale                        |
|  |                                 |                                 |          |   |                               |                               |
|  | 25, 27, 29 mars, 1er et 3 avril | 25, 27, 29 mars, 1er et 3 avril |          |   | 8, 10, 12, 15, 17 et 19 avril | 8, 10, 12, 15, 17 et 19 avril |
|  | 25, 27, 29 mars, 1er et 3 avril | 25, 27, 29 mars, 1er et 3 avril |          |   | 8, 10, 12, 15, 17 et 19 avril | 8, 10, 12, 15, 17 et 19 avril |
|  | Boston                          | 1                               |          |   | 8, 10, 12, 15, 17 et 19 avril | 8, 10, 12, 15, 17 et 19 avril |
|  | Boston                          | 1                               |          |   | 8, 10, 12, 15, 17 et 19 avril | 8, 10, 12, 15, 17 et 19 avril |
|  | Montréal                        | 4                               |          |   | 8, 10, 12, 15, 17 et 19 avril | 8, 10, 12, 15, 17 et 19 avril |
|  | Montréal                        | 4                               | Montréal | 2 |                               |                               |
|  | 26, 29 mars, 1er, 3 et 5 avril  |                                 | Montréal | 2 |                               |                               |
|  |                                 | Toronto                         | 4        |   |                               |                               |
|  | Détroit                         | Toronto                         | 4        | 1 |                               |                               |
|  | Détroit                         |                                 |          | 1 |                               |                               |
|  | Toronto                         | 4                               |          |   |                               |                               |
|  | Toronto                         | 4                               |          |   |                               |                               |

En demi-finales, les Canadiens l'ont emporté sur les Bruins sur le score de 4 matchs à 1 et Toronto a battu les Red Wings sur le même score. Les Maple Leafs de Toronto l'ont emporté sur les Canadiens de Montréal en finale sur le score de 4 matchs à 2.

## Honneurs remis aux joueurs et équipes

### Trophées
| Trophée           | Joueur          | Équipe                 |
| ----------------- | --------------- | ---------------------- |
| Trophée Calder    | Howie Meeker    | Maple Leafs de Toronto |
| Trophée Hart      | Maurice Richard | Canadiens de Montréal  |
| Trophée Lady Byng | Bobby Bauer     | Bruins de Boston       |
| Trophée Vézina    | Bill Durnan     | Canadiens de Montréal  |

| Trophée                  | Équipe                 |
| ------------------------ | ---------------------- |
| Trophée Prince de Galles | Canadiens de Montréal  |
| Trophée O'Brien          | Canadiens de Montréal  |
| Coupe Stanley            | Maple Leafs de Toronto |

### Équipes d'étoiles
| Position       | Première équipe | Première équipe        | Deuxième équipe  | Deuxième équipe        |
| Position       | Joueur          | Équipe                 | Joueur           | Équipe                 |
| -------------- | --------------- | ---------------------- | ---------------- | ---------------------- |
| Gardien de but | Bill Durnan     | Canadiens de Montréal  | Frank Brimsek    | Bruins de Boston       |
| Défenseur      | Émile Bouchard  | Canadiens de Montréal  | Bill Quackenbush | Red Wings de Détroit   |
| Défenseur      | Ken Reardon     | Canadiens de Montréal  | Jack Stewart     | Red Wings de Détroit   |
| Ailier gauche  | Doug Bentley    | Black Hawks de Chicago | Woody Dumart     | Bruins de Boston       |
| Centre         | Milt Schmidt    | Bruins de Boston       | Max Bentley      | Black Hawks de Chicago |
| Ailier droit   | Maurice Richard | Canadiens de Montréal  | Bobby Bauer      | Bruins de Boston       |